# Apol·lodor de Tars
Apol·lodor de Tars (grec antic: Άπολλόδωρος, llatí: Apollodorus) va ser un escriptor grec, probablement un gramàtic, que va escriure comentaris sobre els primers escriptors dramàtics de Grècia
Un altre Apol·lodor de Tars va ser un poeta tràgic, mencionat per l'enciclopèdia Suïda i per Eudòxia Macrembolitissa.